# Raphael Augusto
Raphael Augusto Santos da Silva (ur. 6 marca 1991 w Rio de Janeiro) – brazylijski piłkarz występujący na pozycji pomocnika w klubie Dhaka Abahani. Wychowanek Fluminense FC, w swojej karierze występował także w takich zespołach jak Boavista, Duque de Caxias, América Natal, D.C. United, Legii Warszawa, Bangu AC, Madureira oraz Chennaiyin. Były reprezentant Brazylii do lat 20.